# Iglesia Central Bautista (Miami)
La Iglesia Central Bautista  es una iglesia histórica ubicada en Miami, Florida. La Iglesia Central Bautista se encuentra inscrita  en el Registro Nacional de Lugares Históricos desde el 4 de enero de 1989. Forma parte del Downtown Miami MRA.

## Ubicación
La Iglesia Central Bautista se encuentra dentro del condado de Miami-Dade en las coordenadas 25°46′31″N 80°11′31″O / 25.775278, -80.191944.